# Петухов Лог (Кемеровская область)
Петухов Лог — посёлок в Таштагольском районе Кемеровской области. Входит в состав Каларского сельского поселения.

## История
Появился в 1931 году в связи со строительством Горношорской железной дороги.
В конце 1930-х годов произошел расстрел сотен заключенных в связи с отказом работать на Пасху.

## Население
| 2010 |
| ---- |
| 5    |

## Религия
В посёлке находится Церковь Новомучеников и Исповедников Российских. 
Ближайшая остановка железнодорожного транспорта - 516 км Кузбасского региона Западно-Сибирской железной дороги.